# Tupperware
 (mai 2016).
Tupperware Brands Corporation est une firme transnationale américaine produisant des boîtes en plastique et d'autres ustensiles de cuisine, la plupart fabriqués à l'aide d'un procédé d'injection plastique. La société fut fondée en 1946 par l'ingénieur américain Earl Tupper, inventeur du bol hermétique en polyéthylène. La firme a développé un type de vente particulier : la « démonstration-vente à domicile ».
En 2023, la société fait état de difficultés financières importantes. Le 18 septembre 2024, elle déclare s'être placée sous le régime américain des faillites (Chapter 11) et son titre de bourse est suspendu à New York.

## Historique
En 1946, Earl Tupper, ingénieur chimiste américain, après avoir inventé des bols hermétiques en polyéthylène, propose de les vendre dans le marché émergent de la conservation, car le réfrigérateur vient juste d'apparaître dans les foyers américains.
En 1947, Tupper ne réussit pas à conquérir le marché des ménagères par la vente en magasin. Tupper essaye alors de comprendre la raison de cet échec et remarque que Garry Macdonald, vendeur de porte-à-porte, et Brownie Wise, démonstratrice, sont les seuls à écouler ses produits. Ils travaillent pour la société Stanley home, inventrice de la technique de démonstration-vente à domicile, et font découvrir à Tupper cette méthode.
Tupper embauche Wise pour développer les « réunions Tupperware », et renonce complètement à la vente en magasin à partir de 1951. En 1954, Wise devient la première femme à faire la couverture du magazine Business Week,.
En France, en 2005, Tupperware essaye de renouer avec la vente en magasin en distribuant des présentoirs de produits spécifiques dans les commerces de proximité. Ces présentoirs incitent également la clientèle à se renseigner sur les possibilités de devenir vendeuses. Cette technique n'a pas eu le résultat escompté[réf. nécessaire].
Le 11 avril 2023, la société a communiqué sur un risque imminent de manque de liquidités, entraînant une probable reprise par un partenaire susceptible de la renflouer, sinon un plan de restructuration drastique semble inévitable.
Son placement sous le régime des faillites le 18 septembre 2024 est attribué à son retard pour prendre le tournant de la distribution sur internet, et à ses produits en plastiques peu compatibles avec le courant visant à des produits écologiques. Le 22 octobre 2024 Tupperware trouve un accord avec une partie de ses créanciers qui vont acquérir le groupe Tupperware.

## Méthode de vente
Tupperware s’est principalement développé sur le modèle de la vente à domicile.

### Vente à domicile
En 1947, les quincailleries et grands magasins se révèlent peu propices à la visibilité du produit. Garry Macdonald, vendeur de porte-à-porte, et Brownie Wise, démonstratrice, sont alors les seuls à écouler ses produits. Ils travaillent pour la société Stanley home, inventrice de la technique de démonstration-vente à domicile, et font découvrir à Tupper cette méthode.
Tupper embauche Wise pour la développer au sein de sa société. Initiatrice des « réunions Tupperware », Brownie Wise est considérée comme l'une des femmes d'affaires les plus importantes du XXe siècle. En 1954, elle devient la première femme à faire la couverture du magazine Business Week,.
Le succès de Tupperware est basé sur la promesse faite à des femmes de milieux très modestes d'obtenir des revenus et d'avoir une activité sociale en utilisant leurs réseaux sociaux pour vendre ces produits. En Europe, au Canada ou aux États-Unis, les nouvelles vendeuses se voient proposer une activité rémunérée sans investissement, avec une grande flexibilité, et en acquérant une certaine expérience professionnelle. Les techniques de ventes s'enseignent de manière pyramidale (Vente multiniveau), ce qui fait partie de la culture de cette entreprise. Gérantes et gérants en amont assurent la formation traditionnelle.
Pour fidéliser et étendre sa clientèle, la marque instaure un système de récompenses : les « hôtesses » (personnes hébergeant la démonstration) reçoivent des cadeaux — produits de la marque principalement — liés au montant des ventes effectuées pendant la séance par la présentatrice de la marque. À côté de ces « récompenses » et des promotions fréquentes, l'atmosphère des réunions est conviviale et familiale.
Tupperware a associé peu à peu son nom à ce mode de vente et c'est aujourd'hui une marque utilisée comme nom. Le propriétaire de la marque a cependant clairement signifié son opposition à l'utilisation de son nom comme nom commun.

### Autres pratiques commerciales
En France, en 2005, Tupperware a essayé de donner un nouvel élan aux produits en renouant avec la vente en magasin : elle distribue des présentoirs dans les commerces de proximité, chacun d'entre eux présentant un produit unique dont l'usage est associé au métier du commerçant : cave à fromage chez les fromagers, essoreuse à salade chez le marchand de légumes, etc.

## Productions
Aujourd'hui[Quand ?], Tupperware propose de nombreux produits pour différents usages :
- conservation au réfrigérateur ;
- conservation au congélateur ;
- conservation dans un placard ;

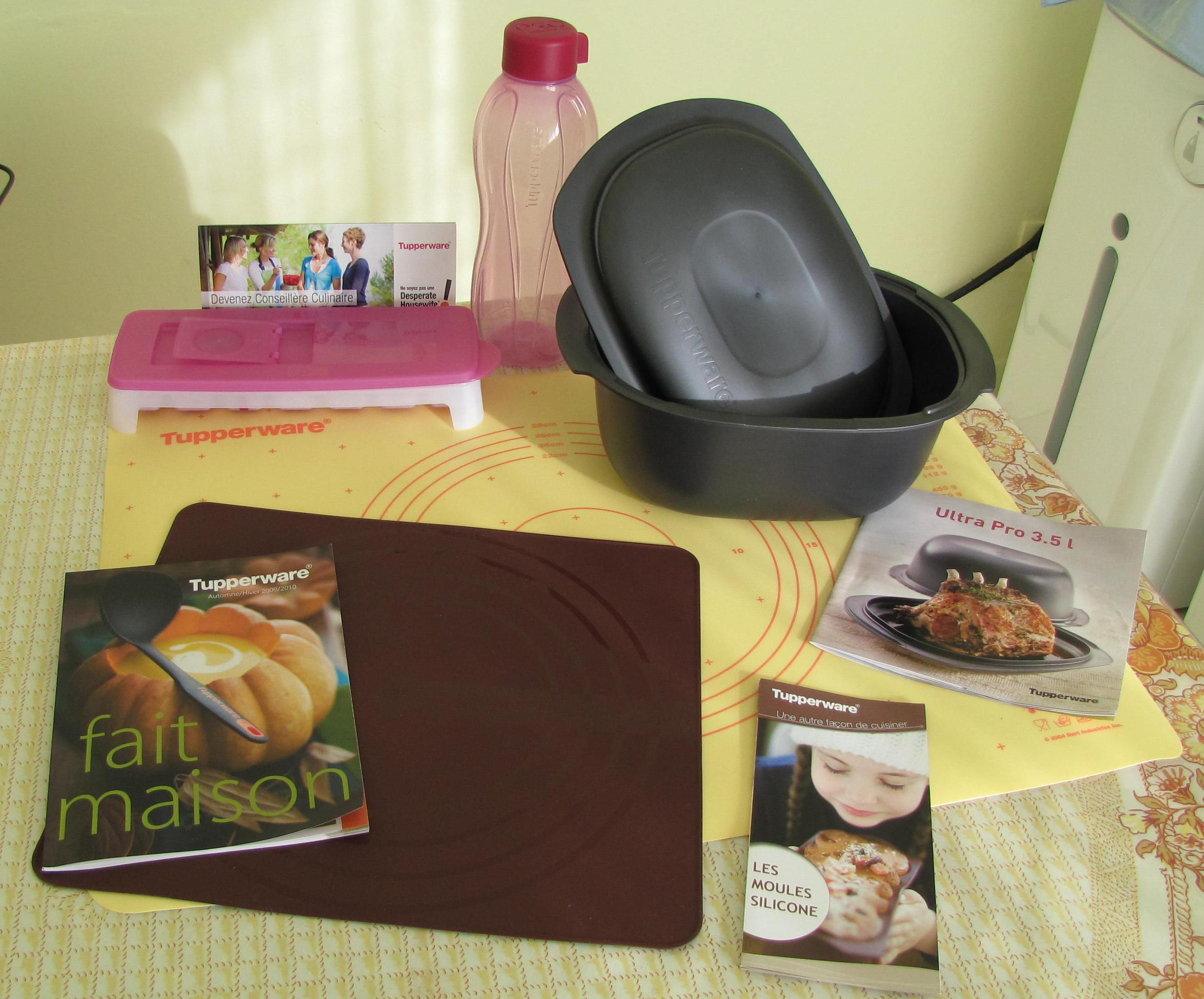
Produits de marque Tupperware.

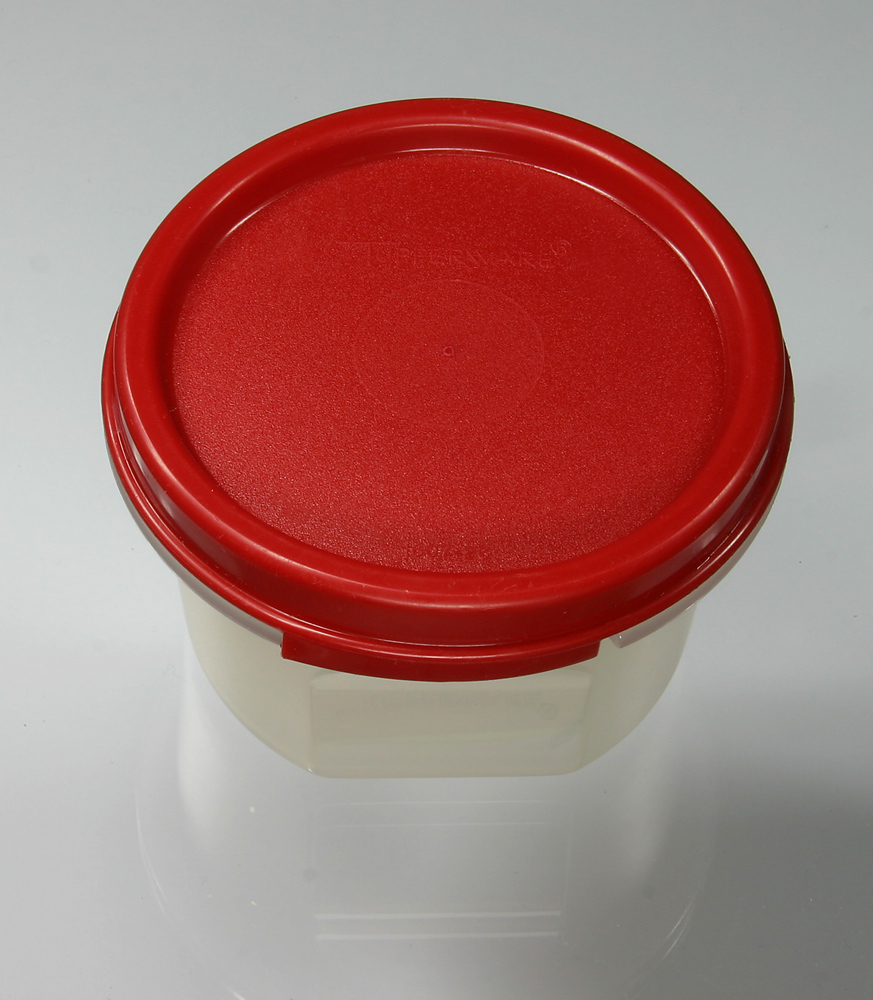
Boîte Tupperware.

- réchauffage au four à micro-ondes ;
- cuisson au four traditionnel ;
- cuisson en four à micro-ondes ;
- cuisson en four multi-sources (convection et micro-ondes par exemple) ;
- service et maintien au chaud ;
- cuisson traditionnelle gamme métal Chef series.

## Chiffres

### Actionnariat
Au 27 février 2020 :
| The Vanguard Group               | 8,43 % |
| Brandes Investment Partners      | 7,59 % |
| AQR Capital Management           | 7,52 % |
| Vinik Asset Management           | 5,16 % |
| LGT Capital Partners             | 4,10 % |
| Capital Research & Management    | 3,68 % |
| Fuller & Thaler Asset Management | 3,21 % |
| SSgA Funds Management            | 3,21 % |
| BlackRock Fund Advisors          | 3,05 % |
| Investec Asset Management        | 2,94 % |

### Chiffre d'affaires
En 1992, il est de 6,2 milliards de francs (945 183 906 d'€).

### Tupperware en Europe
Tupperware a eu quatre usines en Europe : Belgique, France, Grèce et Portugal. Le site portugais est la première usine du groupe à fonctionner à l'énergie solaire. L'usine française, ouverte en 1973, a été fermée en 2018, celle de Grèce, ouverte en 1967, a été fermée en 2023.

#### Belgique
En 1961, Tupperware Belgium ouvre la première usine du groupe en dehors des États-Unis à Erembodegem. En 1965, l'usine est déplacée à Alost qui devient le plus grand centre de distribution européen et le centre de la conception et du design des produits en Europe. Une nouvelle usine modernisée est inaugurée en 2007.

#### France
L'usine de fabrication Tupperware française a été inaugurée en 1973 à Joué-lès-Tours (Indre-et-Loire). Prévue à l'origine pour fabriquer les produits destinés à la France, l'usine se spécialise, dans les années 1980, dans la production de produits plus avancés technologiquement (notamment compatibles Four à micro-ondes). Dans les années 1990, les produits sont améliorés en termes de design et matériaux utilisés. En 2014 l'usine française demeure une usine phare de la marque et exporte près de 70 % de sa production.
Le 19 octobre 2017, Tupperware annonce la fermeture de son usine à Joué-lès-Tours et la suppression consécutive de 235 emplois effective le 1er mars 2018,,.
- Siège social : Tupperware France, 20 rue Paul-Heroult, 92000 Nanterre
- Centre logistique : commune de Bourguébus (Calvados)
- Président du conseil administration : Laurent Lecœuvre

|                                           | 2014  | 2015  | 2016  | 2017   | 2018 | 2019  | 2020  | 2021 |
| ----------------------------------------- | ----- | ----- | ----- | ------ | ---- | ----- | ----- | ---- |
| Chiffre d'affaires en millions d'euros    | 140   | 124   | 119   | 103    | 60   | 63    | 55    | 45   |
| Résultat net en millions d'euros (+ ou -) | + 6,6 | + 5,9 | + 1,7 | - 17,7 | -0,4 | +16,3 | +13,2 | +9,5 |
| Effectif moyen annuel                     | 366   | 360   | 343   | 315    | 271  | 152   | 78    | 57   |